# Aimable Dutrieux
Pour les articles homonymes, voir Dutrieux.
Aimable Dutrieux, né le 14 novembre 1816 à Tournai et mort le 12 avril 1889 dans la même ville, est un sculpteur belge.

## Biographie

### Famille
Aimable (Aimable Joseph) Dutrieux, né rue du chevet de Saint-Pierre no 8 à Tournai, en province de Hainaut, le 14 novembre 1816 est le fils de Pierre Joseph Dutrieux (1784-1824), maçon patenté, et d'Adélaïde Augustine Joseph Legros (1785), mariés à Tournai le 8 janvier 1812. Aimable Dutrieux épouse le 17 septembre 1863 à Ixelles Élisabeth Pélagie Potez (1820-1886), femme de chambre. Le couple reconnaît pour leur fille légitime Julie Dutrieux, enfant trouvé à Bruxelles le 12 avril 1849 et établie aux États-Unis avec son mari, le pianiste et compositeur Léon Bidez, et leurs enfants en 1878,.

### Formation
Aimable Dutrieux étudie à l'Académie des beaux-arts de Tournai avant de se perfectionner à Bruxelles auprès de Guillaume Geefs.

### Carrière
Il se présente au Prix de Rome belge en 1836, mais la récompense est accordée à Joseph Geefs. Au Salon de Bruxelles de 1836, il envoie un buste en plâtre. Il participe ensuite à de nombreux salons triennaux belges, de même qu'à l'Exposition universelle de 1855, à l'Exposition universelle de 1867 à Paris et à l'Exposition universelle de 1873 à Vienne.
Sa renommée s'accroît lorsqu'il réalise une statue du roi des Belges Léopold Ier en pierre blanche édifiée devant l'hôtel de ville d'Ixelles. Elle est inaugurée par les deux fils du souverain, le duc de Brabant et le comte de Flandre, le 19 décembre 1852. Il s'agit du premier monument public représentant le roi dans le pays. Son œuvre la plus célèbre est sa Statue de la princesse d'Épinoy, érigée en 1863 sur la Grand-Place de Tournai, et grâce à laquelle il devient chevalier de l'ordre de Léopold.
Aimable Dutrieux réside à Ixelles jusqu'aux environs de 1880, avant de revenir dans sa ville natale. Il meurt, à l'âge de 72 ans, rue des Sœurs de la Charité à Tournai, le 12 avril 1889.

## Œuvres

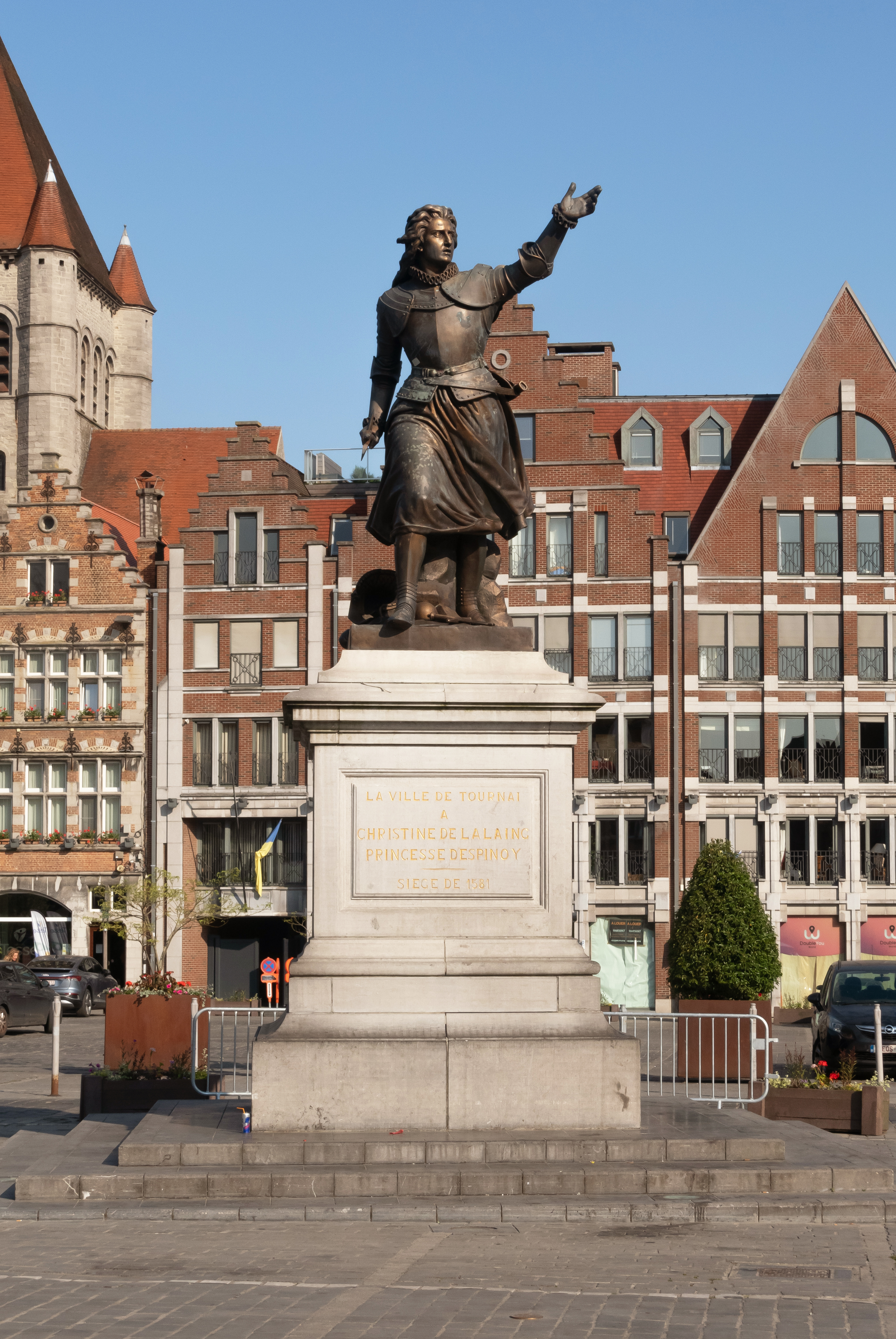
Statue de la princesse d'Épinoy, Grand-Place de Tournai, 1863.

### Dans l'espace public
Selon Edmond Marchal :
- 1852 : Statue du roi des Belges Léopold Ier à Ixelles (ôtée depuis lors).
- 1861 : Le Chef du serment des archers et Le Chef du serment des arbalestiers ornant le beffroi de Tournai.
- 1863 : Statue de la princesse d'Épinoy à la Grand-Place de Tournai.
- 1864 : La Sambre et La Meuse, statues décorant le campanile de la gare de Namur.
- 1877 : Bacchante, destinée au musée des Beaux-Arts de Tournai.
- 1883 : La Loi, allégorie ornant le dôme du palais de justice de Bruxelles.

### Expositions

#### Belgique
Aimable Dutrieux expose régulièrement aux salons triennaux belges de 1836 à 1880. Parmi ses sculptures exposées, figurent : La Poésie (1841), Baigneuse (1842), Descente de croix (1843 et 1844) ou encore Bacchante (1848, 1851). Il réalise également des bustes représentant les membres de la famille royale belge et d'autres personnalités, notamment : le chansonnier français Pierre-Jean de Béranger (1860), l'ingénieur Pierre Simons, installé dans la salle d'attente de la première gare du nord à Bruxelles (1860) ou encore celui du peintre David Joseph Desvachez.

#### Europe
- Exposition universelle de 1855 à Paris : Le Roi des Belges (statue en bronze) et Bacchantes (matrice en plâtre).
- Exposition universelle de 1867 à Paris : Christine de Lalaing (buste) et Portrait de M. Desvachez (buste en plâtre).
- Exposition universelle de 1873 à Vienne : S.M. le roi des Belges (buste en marbre) et S.M. la reine des Belges (médaillon en galvanoplastie).

## Décoration
- Chevalier de l'ordre de Léopold (20 septembre 1863)[9].